# Gebze (district)
Gebze is een Turks district in de provincie Kocaeli en telt 521.291 inwoners (2007). Het district heeft een oppervlakte van 584,5 km². Het district ligt aan de noordelijke kustlijn van de golf van İzmit. Hoofdplaats is Gebze.
De bevolkingsontwikkeling van het district is weergegeven in onderstaande tabel.
| 1997    | 2000    | 2007    |
| ------- | ------- | ------- |
| 399.873 | 421.932 | 521.291 |

## Gemeenten in het district
- Gebze
- Darıca
- Çayırova
- Dilovası
- Şekerpınar
- Tavşancıl

## Plaatsen in het district
- Balçık
- Cumaköy
- Demirciler
- Denizli
- Duraklı
- Elbizli
- Eskihisar
- Hatiplar
- Kadıllı
- Kargalı
- Köseler
- Mollafenari
- Muallim
- Mudarlı
- Ovacık